# Forcipomyia hutteli
Forcipomyia hutteli is een muggensoort uit de familie van de knutten (Ceratopogonidae). De wetenschappelijke naam van de soort is voor het eerst geldig gepubliceerd in 1956 door Arnold & Jarry.